# Oscar 1962
A 34ª cerimônia de entrega dos Academy Awards (ou Oscars 1962), apresentada pela Academia de Artes e Ciências Cinematográficas, premiou os melhores atores, técnicos e filmes de 1961 no dia 9 de abril de 1962, em Santa Monica (Califórnia) e teve  como mestre de cerimônias Bob Hope.
O drama West Side Story foi premiado na categoria de melhor filme.

## Indicados e vencedores
| Melhor Filme - West Side Story - Fanny - The Guns of Navarone - The Hustler - Judgment at Nuremberg | Melhor Diretor - Robert Wise e Jerome Robbins – West Side Story - Stanley Kramer – Judgment at Nuremberg - Federico Fellini – La Dolce Vita - J. Lee Thompson – The Guns of Navarone - Robert Rossen – The Hustler                                                                 |
| Melhor Ator/Actor (Principal) - Maximilian Schell – Judgment at Nuremberg - Charles Boyer – Fanny - Paul Newman – The Hustler - Spencer Tracy – Judgment at Nuremberg - Stuart Whitman – The Mark                           | Melhor Atriz/Actriz (Principal) - Sophia Loren – Two Women - Audrey Hepburn – Breakfast at Tiffany's - Piper Laurie – The Hustler - Geraldine Page – Summer and Smoke - Natalie Wood – Splendor in the Grass                                                                       |
| Melhor Ator/Actor Coadjuvante/Secundário - George Chakiris – West Side Story - Montgomery Clift – Judgment at Nuremberg - Peter Falk – Pocketful of Miracles - Jackie Gleason – The Hustler - George C. Scott – The Hustler | Melhor Atriz/Actriz Coadjuvante/Secundária - Rita Moreno – West Side Story - Fay Bainter – The Children's Hour - Judy Garland – Judgment at Nuremberg - Lotte Lenya – The Roman Spring of Mrs. Stone - Una Merkel – Summer and Smoke                                               |
| Melhor Roteiro/Argumento - Original - Splendor in the Grass - La Dolce Vita - Ballad of a Soldier - General della Rovere - Lover Come Back                                                                                  | Melhor Roteiro/Argumento - Adaptado - Judgment at Nuremberg - Breakfast at Tiffany's - The Guns of Navarone - The Hustler - West Side Story |
| Melhor Edição/Montagem - West Side Story - The Parent Trap (1961) - Fanny - Judgment at Nuremberg - The Guns of Navarone | Melhor Filme Estrangeiro - Såsom i en spegel (Suécia) - Harry og Kammertjeneren (Dinamarca) - Eien no Hito (Japão) - Ánimas Trujano (México) - Plácido (Espanha) |
| Melhor Documentário em Longa-metragem - Sky Above and Mud Beneath - The Grand Olympics | Melhor Documentário em Curta-metragem - Project Hope - Breaking the Language Barrier - Cradle of Genius - Kahl - The Man in Gray |
| Melhor Curta-metragem - Seawards the Great Ships - Play Ball! - The Face of Jesus - Rooftops of New York - Very Nice, Very Nice                                                                                             | Melhor Animação em Curta-metragem - Ersatz (The Substitute) - Aquamania - Beep Prepared - Nelly's Folly - Pied Piper of Guadalupe |
| Melhor Trilha Sonora/Banda Sonora/Comédia ou Drama - Breakfast at Tiffany's - El Cid - Fanny - Summer and Smoke - The Guns of Navarone                                                                                      | Melhor Canção original - "Moon River" por Breakfast at Tiffany's - "Bachelor in Paradise" por Bachelor in Paradise - "Love Theme from El Cid (The Falcon and the Dove)" por El Cid - "Pocketful of Miracles" por Pocketful of Miracles - "Town Without Pity" por Town Without Pity |
| Melhor Trilha Sonora/Banda Sonora/Musical - West Side Story - Babes in Toyland - Flower Drum Song - Khovanshchina - Paris Blues                                                                                             | Melhor mixagem/mistura de Som - West Side Story - The Parent Trap (1961) - The Children's Hour - Flower Drum Song - The Guns of Navarone |
| Melhor Direção de Arte/Preto & Branco - The Hustler - Judgment at Nuremberg - The Absent-Minded Professor - La Dolce Vita - The Children's Hour                                                                             | Melhor Direção de Arte/Colorido - West Side Story - Breakfast at Tiffany's - Flower Drum Song - El Cid - Summer and Smoke |
| Melhor Cinematografia/Fotografia/Preto & Branco - The Hustler - Judgment at Nuremberg - One, Two, Three - The Absent-Minded Professor - The Children's Hour                                                                 | Melhor Cinematografia/Fotografia/Colorido - West Side Story - A Majority of One - Fanny - Flower Drum Song - One-Eyed Jacks |
| Melhor Figurino/Guarda-Roupa/Preto & Branco - La Dolce Vita - Claudelle Inglish - Judgment at Nuremberg - The Children's Hour - Yojimbo                                                                                     | Melhor Figurino/Guarda-Roupa/Colorido - West Side Story - Back Street - Babes in Toyland - Flower Drum Song - Pocketful of Miracles |
| Melhores Efeitos Visuais - The Guns of Navarone - The Absent-Minded Professor | |

### Múltiplas indicações
- 11 indicações: Judgment at Nuremberg e West Side Story
- 9 indicações: The Hustler
- 7 indicações: The Guns of Navarone
- 5 indicações: Breakfast at Tiffany's, The Children's Hour, Fanny e Flower Drum Song
- 4 indicações: La Dolce Vita e Summer and Smoke
- 3 indicações: The Absent-Minded Professor, El Cid e Pocketful of Miracles
- 2 indicações: Babes in Toyland, The Parent Trap e Splendor in the Grass